# Peter Van Dievoet

Blazoen van Peter van Dievoet

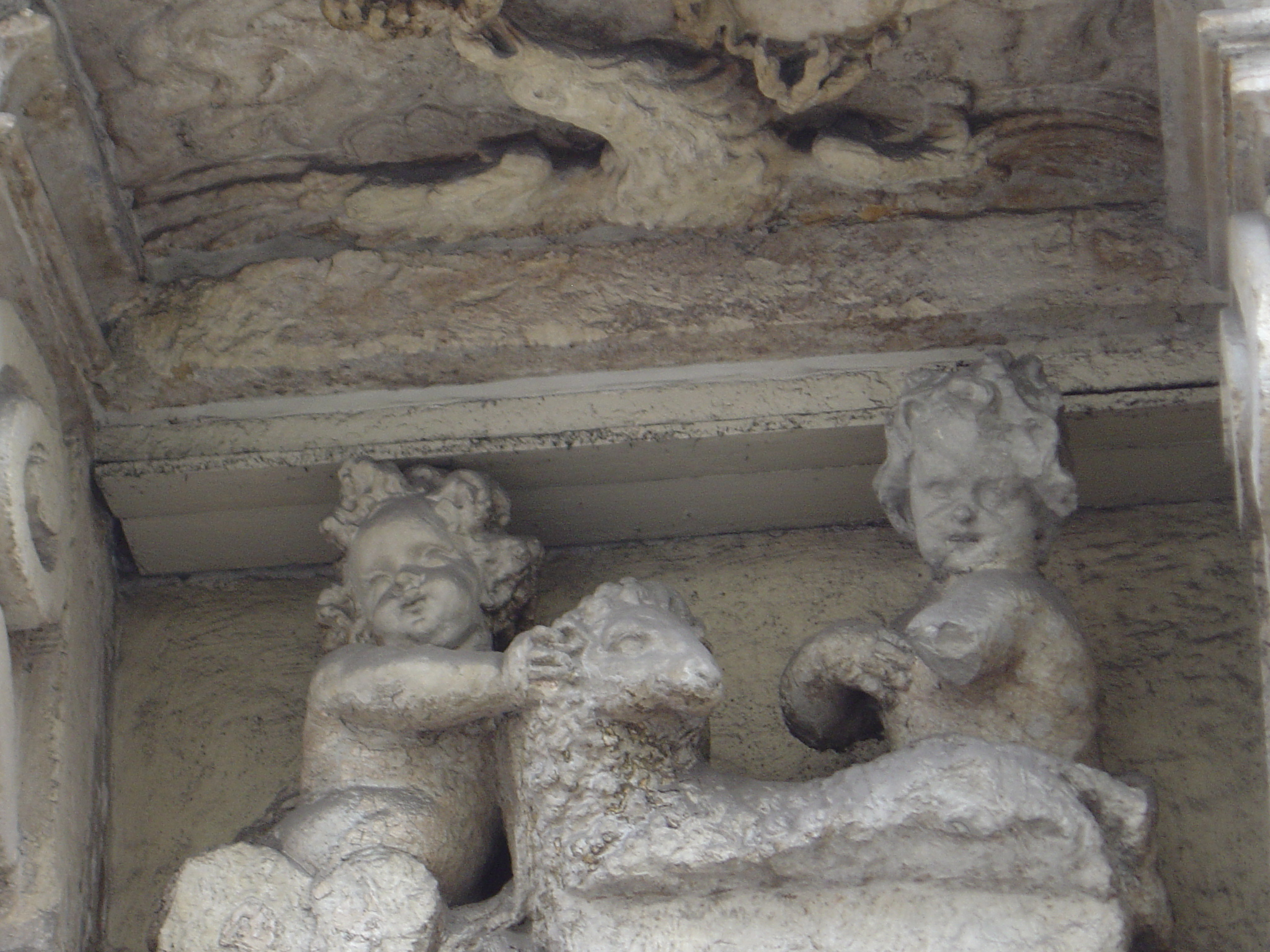
Sculptuur genoemd Het Wit Lammeken te Brussel, door Peter Van Dievoet, 1696.

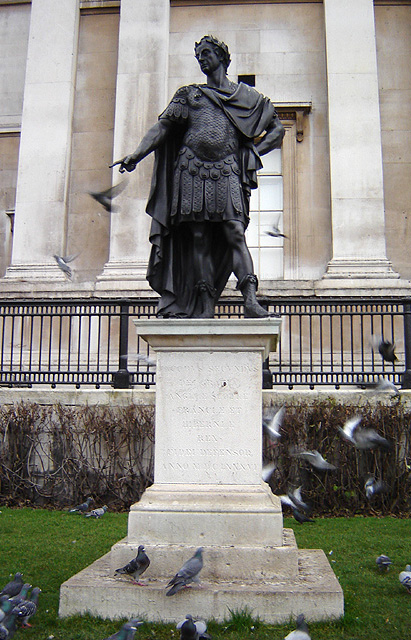
Standbeeld van koning Jacobus II te London, Trafalgar square, door Peter Van Dievoet, 1686.

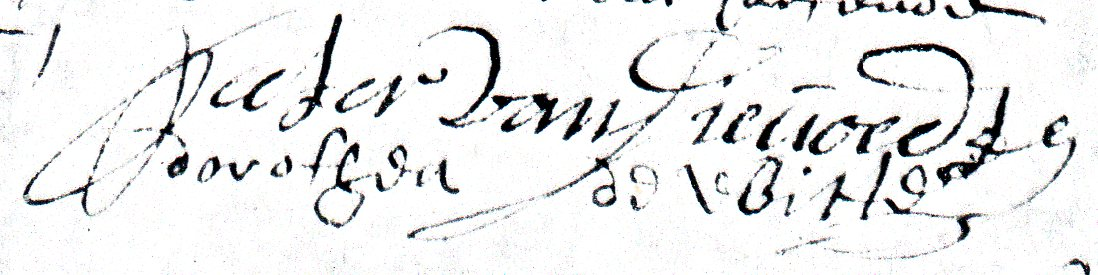
Handtekeningen van beeldhouwer Peter van Dievoet en van zijn vrouw Dorothea de Witte, 17 juli 1709.

Peter van Dievoet (Brussel, 1661 - Brussel, 1729) was een beeldhouwer.
Na een stage in Londen in de studio van Grinling Gibbons kwam hij terug naar Brussel, waar hij voor de heropbouw van de Grote Markt van Brussel veel beeldhouwwerken heeft gemaakt.
Hij is de broer van de goudsmid Philippe van Dievoet, goudsmid en raadsman van Lodewijk XIV van Frankrijk.
De laatste originele sculpturen van Peter van Dievoet, in de traditie van Duquesnoy zijn te vinden in Brussel. Vele hebben de sloop van oude panden in de afgelopen jaren echter niet overleefd.